# Розпатланий горобець (мультфільм)
«Розпа́тланий горобе́ць» (рос. «Растрёпанный воробей») — анімаційний фільм 1967 року Творчого об'єднання художньої мультиплікації студії Київнаукфільм, режисер — Алла Грачова. Мультфільм озвучено російською мовою. Мультфільм знято за мотивами однойменного оповідання Костянтина Паустовського.

## Сюжет

Кадр з мультфільму «Розпатланий горобець»

Мультфільм створено за мотивами однойменного оповідання Костянтина Паустовського. Малий горобчик Пашка на вдячність дівчинці Маші безстрашно проникає в помешкання ворони для того, щоб повернути дівчинці батьківський подарунок, який ворона поцупила.

## Над мультфільмом працювали
- Автор сценарію і режисер-постановник: Алла Грачова
- Художник-постановник: Олександр Лавров
- Композитори: Олександр Зацепін, Євген Крилатов
- Художники-мультиплікатори: Володимир Гончаров, Константин Чикін, Ніна Чурилова, Єфрем Пружанський, В. Баєв, Марк Драйцун
- Звукооператор: Ігор Погон
- Оператор: Анатолій Гаврилов
- Редактор: Світлана Куценко
- Текст від автора: Олексій Полевой

## Дивись також
- Фільмографія ТО художньої мультиплікації студії «Київнаукфільм»